# Aeroportul Idaho County
Aeroportul Idaho County (IATA: IDH, ICAO: KGIC, FAA LID: GIC) este un aeroport din Idaho, Statele Unite ale Americii. Aeroportul a fost tranzitat în 2019 de 4 pasageri.
Situat la o altitudine de 1.010 m, aeroportul dispune de o singură pistă.